# Yorishiro
Um Yorishiro, na terminologia xintoísta, é um objeto que serve como uma antena espiritual, que recebe o espírito do Kami trazendo sua presença radiante ao mundo.
Existem vários tipos de yorishiro, podem ser árvores, pedras, rochas, ou até animais em certos casos. De forma tradicional, Himorogi também serve como antena para o espírito do Kami.